# Понсе, Мануэль
Мануэль Мария Понсе Куэльяр (исп. Manuel María Ponce Cuéllar, 8 декабря 1882 — 24 апреля 1948) — мексиканский композитор и музыкальный педагог. На многие из его произведений сильно повлияли гармония и форма традиционных песен.

## Музыка
Понсе писал музыку для сольных инструментов, камерных ансамблей и оркестров. Его работы для фортепиано и гитары по числу превосходят всё остальное множество известных произведений, посвящённых другим сольным инструментам.

### Гитарная музыка
Гитарная музыка Понсе является основной частью инструментального репертуара, наиболее известной работы Variations and Fugue on 'La Folia' (1929). Также он написал концерт для гитары Concierto del sur, который посвящён его давнему другу и виртуозу гитары Андресу Сеговия. Его последняя известная работа Variations on a Theme of Cabezón была написана в 1948 году, за несколько месяцев до его смерти. Не совсем ясно, была ли это вариация, основанная на теме Antonio de Cabezón, или эта тема была работой учителя Понсе, органиста Энрико Босси.
- Canciones populares mexicanas, La pajarera, Por ti mi Corazon, La valentina
- Sonata mexicana (1925)
- Thème varié et Finale (1926)
- Sonata III (1927)
- Sonata clásica (1928)
- Sonata romántica (1929)
- Suite en la Mineur (1929)
- Variations and Fugue on 'La Folia' (1929)
- Valse (1937)
- Sonatina meridional (1939)
- Variations on a Theme of Cabezón (1948)

### Работы для фортепиано
Согласно устным свидетельствам и современной прессе, композитор сам был очень хорошим исполнителем на фортепиано.
- Quatro Danzas Mexicanas
- Intermezzo
- Balada Mexicana Version for Piano solo and Piano and Orchestra
- Mazurcas
- Concierto romántico
- Scherzino a Debussy
- Scherzino mexicano
- Estudios de concierto
- Elegía de la ausencia
- Tema mexicano variado
- Suite cubana
- Concerto para piano
- Rapsodia Cubana
- Rapsodias Mexicanas

### Песни
Понсе взаимодействовал со многими важными артистами мексиканской вокальной сцены.
- Adiós mi bien
- Aleluya
- Alevántate
- Cerca de tí
- Cinco poemas chinos
- Cuatro poemas de F.A. de Icaza
- Dos poemas alemanes
- Dos poemas de B. Dávalos
- Estrellita (1912)
- Forse
- Ho bisogno
- Insomnio
- Isaura de mi amor
- La pajarera
- Lejos de tí
- Lejos de tí II
- Marchita el alma
- Necesito
- Ofrenda
- Poema de primavera
- Por tí mi corazón
- Romanzeta
- Sperando, sognando
- Seis poemas aracáicos
- Serenata mexicana
- Soñó mi mente loca
- Tal vez
- Toi
- Tres poemas de E. González Martínez
- Tres poemas de M. Brull
- Tres poemas de Lermontow
- Tres poemas de R. Tagore
- Tres poemas franceses
- Tú
- Último ensueño
- Una multitud más

### Обработки народных песен
- A la orilla de un palmar
- A ti va
- Acuérdate de mí
- Adiós mi bien
- Ah, que bonito
- Cerca de mí
- Cielito lindo
- Cuiden su vida
- China de mi alma
- De tres flores
- Dolores hay
- Dos seres hay
- El bracero
- El desterrado
- Estrella del norte
- Hace ocho meses
- La barca del marino
- La despedida
- La ola
- Palomita
- La palma
- La peña
- La visita
- Nunca, nunca
- Ojitos aceitunados
- Oye la voz
- Para amar sin consuelo
- Para qué quiero la vida
- Perdí un amor
- Perdida ya toda esperanza
- Pobre del hombre pobre
- Por esas calles
- Por tí mujer
- Que chulos ojos
- Que lejos ando
- Que pronto
- Quisiera morir
- Si alguna vez
- Si eres receuerdo
- Si algúna ser
- Son las horas
- Soy paloma errante
- Te amo
- Todo pasó
- Trigueña hermosa
- Valentina
- Ven oh luna
- Vengo a saber si tú me amas
- Voy a partir
- Ya sin tu amor
- Yo me propuse
- Yo mismo no comprendo
- Yo te quiero

### Камерная музыка
- Trio romántico, для скрипки, виолончели и фортепиано.
- Canción de otoño, для скрипки и фортепиано.
- Sonata a dúo, для скрипки и альта (1936–1938).
- Sonata, для виолончели и фортепиано.
- Sonata, для гитары и клавесина.

### Оркестровые работы
- Chapultepec
- Cantos y danzas de los antiguos mexicanos
- Instantáneas mexicanas
- Poema elegíaco
- Ferial

### Концерты
- Concierto Romántico for piano and orchestra (1910)
- Concierto del sur for guitar and orchestra (1941)
- Concierto para violín y orquesta (1943)

### Замечания о работах
Важная группа произведений Понсе была ранее не известна общественности пока его самопровозглашенный преемник Карлос Васкес, мексиканский исполнитель фортепианной музыки и педагог, который учился вместе с Понсе, не объявил, что сохранил большую часть оригинальных рукописей и передал большинство из них в дар Национальной школе музыки (УНАМ) в Мехико, а аналитический каталог его произведений может быть опубликован.
Будучи совершенно неординарным человеком, Понсе был еще и величайшим мистификатором. Его классическую сонату для гитары, например, еще в 2000-х относили к сочинениям знаменитого в свое время лютниста Людвига Вейсса, пока каким-то образом все не вскрылось. И совсем непонятная история с 24 прелюдиями, которые исполнялись под разными именами, в т.ч. и Андресом Сеговия.
Одну из мелодий Понсе в различных обработках всё ещё можно слышать сегодня в композиции «Estrellita» (1912).